# 안자이 나오미
안자이 나오미(일본어: 安斉奈緒, 1992년 4월 16일 ~ )는 일본 여성 아이돌 그룹인 파스포의 멤버이다. 애칭은 나오밍(なおみん)이다.